# マーサー郡区 (アイオワ州アダムズ郡)
マーサー郡区は、アメリカ合衆国、アイオワ州、アダムズ郡にある12の郡区の一つである。2000年の国勢調査で、人口は176人だった。

## 地理
マーサー郡区は、92.7平方キロメートル（35.78平方マイル)で、組み込まれている自治体(incorporated settlements)は存在しない。